# خوسيه بانون
خوسيه بانيون غونزالفيز (19 أبريل 1922 – 21 أبريل 1987) كان حارس مرمى ومدرب إسباني لكرة القدم.

## مسيرة الأندية
ولد بانيون في أليكانتي. بعد أن لعب لثلاثة أندية محلية للهواة، انضم إلى فريق آخر في منطقة بلنسية، نادي إيركوليس، حيث كان جزءًا من قائمة الدوري في 1941–42 لكنه فشل في الظهور لأول مرة في المسابقة.
وقع بانون مع ريال مدريد في صيف عام 1943، كونه اللاعب الأكثر استخدامًا في مركزه خلال فترته التي استمرت ستة مواسم (بحد أقصى 26 مباراة في 1944–45 و17 مباراة على الأقل في 1947–48) وفاز بثلاثة ألقاب رئيسية، بما في ذلك بطولتي كأس الملك. أُجبر على اعتزال كرة القدم في سن السابعة والعشرين فقط ، بسبب مشكلة في الرئة.
بعد اعتزاله، عاد بانون إلى منطقته الأصلية ودرب نادي أليكانتي من 1951 إلى 195 ، حيث قضى العام الأول في الدرجة الثانية والعام الثاني كمدرب لاعب. كان أيضًا مسؤولًا عن Orihuela Deportiva CF و إلتشي، وترك الرياضة للأبد في عام 1956.

## المسيرة الدولية
تم استدعاء بانون عدة مرات للمنتخب الإسباني كاحتياطي لإيجناسيو إيزاجويري، لكنه لعب فقط مباراة دولية واحدة: في 27 يناير 1947، لعب 48 دقيقة في مباراة ودية مع البرتغال قبل أن يعتزل مصابًا في الخسارة النهائية 1-4 في لشبونة.

## الحياة الشخصية والوفاة
كان فرانسيسكو (1920–2009) شقيق بانيون الأكبر حكماً دولياً لكرة القدم. توفي خوسيه في مسقط رأسه في أليكانتي في 21 أبريل 1987، بعد يومين فقط من عيد ميلاده الخامس والستين.

## الألقاب

### النادي
ريال مدريد
- كأس الملك : 1946، 1947
- كأس إيفا دوارتي : 1947

### الإنجازات الشخصية
- جائزة زامورا : 1945–46

## روابط خارجية
- خوسيه بانون على BDFutbol
- خوسيه بانون manager profile على BDFutbol
- خوسيه بانون على فرق كرة القدم الوطنية.كوم